# Barbara Beable
Barbara Beable (geb. Poulsen; * 14. Mai 1949) ist eine ehemalige neuseeländische Kugelstoßerin und Fünfkämpferin.
1969 siegte sie bei den Pacific Conference Games im Kugelstoßen.
Bei den British Commonwealth Games 1970 in Edinburgh gewann sie Silber im Kugelstoßen mit ihrer persönlichen Bestleistung von 15,87 m. Vier Jahre später wurde sie bei den British Commonwealth Games 1974 in Christchurch jeweils Fünfte im Kugelstoßen und im Fünfkampf.
1977 wurde sie beim Leichtathletik-Weltcup in Düsseldorf Fünfte im Kugelstoßen, und 1978 wurde sie bei den Commonwealth Games in Edmonton Siebte im Fünfkampf.
Achtmal wurde sie Neuseeländische Meisterin im Kugelstoßen (1968–1971, 1975–1978) und neunmal im Fünfkampf (1966–1969, 1971, 1972, 1975–1977).